# Guerra anglo-irachena del 1941
La guerra anglo-irachena del 1941 fu un breve conflitto esploso fra il Regno dell'Iraq e il Regno Unito nel maggio del 1941, nell'ambito della seconda guerra mondiale.
In risposta ad un colpo di Stato che aveva instaurato in Iraq un governo filo-Asse, un contingente britannico invase il paese, sconfiggendo rapidamente le forze irachene ed insediando un governo favorevole al Regno Unito.

## Antefatti

### Le relazioni anglo-irachene
Sotto mandato britannico dall'agosto del 1920, l'Iraq aveva acquisito la piena indipendenza il 3 ottobre 1932, in virtù del trattato anglo-iracheno del 1930. Il trattato, oltre a riconoscere l'indipendenza del paese, garantiva al Regno Unito alcuni importanti privilegi militari: le truppe britanniche potevano in ogni momento sbarcare ed attraversare il territorio iracheno (previa comunicazione al governo di Baghdad), e farvi transitare rifornimenti militari di ogni tipo. Inoltre, ai britannici venne riconosciuto il diritto di tenere due basi aeree nel paese: la base RAF Shayba, 24 km a sud di Bassora, e la nuova base RAF Habbaniyya, situata sulle sponde dell'omonimo lago tra Ramadi e Fallūja, 82 km ad ovest di Baghdad. Per difendere queste due basi, il trattato concedeva al Regno Unito la possibilità di reclutare personale locale iracheno (i cosiddetti Iraq Levies), scelto per lo più tra le minoranze etniche degli assiri e dei curdi (le più ostili al governo centrale). Infine, il Regno Unito si impegnava a garantire l'indipendenza e la difesa dell'Iraq da minacce esterne, e una piccola missione militare britannica venne inviata a Baghdad per addestrare l'esercito (Royal Iraqi Army o RIrA) e l'aeronautica irachena (Royal Iraqi Air Force o RIrAF).

L'Iraq nella seconda guerra mondiale

L'Iraq rivestiva una notevole importanza per gli interessi britannici; insieme al vicino Iran, il paese forniva tutto il petrolio di provenienza non statunitense importato dal Regno Unito negli anni '30 - '40: gran parte di questo petrolio (estratto dalla Iraq Petroleum Company, una società controllata dal governo britannico) correva lungo l'oleodotto che univa il centro petrolifero di Kirkuk con il porto palestinese di Haifa, attraversando per più della metà della sua lunghezza il territorio iracheno. In secondo luogo, l'Iraq costituiva un'importante tappa intermedia nella rotta aerea che univa l'Egitto con l'India e le colonie britanniche in Estremo Oriente, rotta che era ritenuta dagli ambienti militari britannici di fondamentale importanza in caso di minaccia al Canale di Suez.
Le relazioni anglo-irachene andarono via via peggiorando con il passare degli anni '30: l'Iraq rimaneva un alleato del Regno Unito, ma il controllo di fatto esercitato dai britannici sul paese e sulle sue risorse petrolifere era mal tollerato da diversi ambienti nazionalistici iracheni, ma, ancor di più, dalla generazione più giovane degli ufficiali delle forze armate, che si ritenevano depositarie e paladine dell'orgoglio nazionale iracheno; in particolare, un circolo di quattro alti ufficiali iracheni (soprannominato Quadrato d'oro) iniziò ad esercitare una forte influenza negli ambienti politici del paese, arrivando a condizionare pesantemente l'operato del governo. I sentimenti anti-britannici, ampiamente incoraggiati dall'ambasciatore tedesco a Baghdad Fritz Grobba, crebbero ulteriormente sul finire degli anni '30, quando diversi capi del nascente movimento nazionalistico arabo (tra cui, in particolare, il Gran Mufti di Gerusalemme Amin al-Husseini) trovarono rifugio in Iraq dopo il fallimento della Grande Rivolta Araba in Palestina.
La situazione politica dell'Iraq allo scoppio della seconda guerra mondiale era piuttosto instabile. Il paese era governato dall'emiro Abd al-Ilah, reggente in nome del giovane re Faysal II di appena cinque anni; il Reggente era un fermo sostenitore dell'alleanza con il Regno Unito, ma doveva confrontarsi con il Primo ministro Rashīd ʿĀlī al-Kaylānī, un avvocato nazionalista e violentemente anglofobo, già due volte primo ministro e forte dell'appoggio garantitogli dal "Quadrato d'oro". Il governo iracheno era profondamente diviso sull'atteggiamento da tenere nei confronti dei britannici: nel settembre del 1939, l'Iraq ruppe le trattative diplomatiche con la Germania (in applicazione dell'art. 4 del trattato anglo-iracheno) ma non le dichiarò guerra, mentre nel giugno del 1940 lo stesso Rashīd ʿĀlī si oppose all'interruzione dei contatti diplomatici con l'Italia; l'ambasciata italiana a Baghdad divenne di conseguenza un'attiva centrale di intelligence con cui fomentare i sentimenti anti-britannici nel paese. Negli ambienti politici iracheni si diffuse ben presto l'idea che la sconfitta del Regno Unito ad opera dell'Asse fosse solo una questione di tempo, e che quindi il paese dovesse assumere una posizione neutrale nel conflitto, adempiendo solo per il minimo necessario agli obblighi previsti dal trattato anglo-iracheno; Rashīd ʿĀlī e i suoi sostenitori propendevano invece per un'esplicita alleanza con Berlino e Roma pur di allontanare dall'Iraq la pervasiva influenza britannica. Contatti diplomatici tra Berlino ed il governo iracheno vennero stabiliti in segreto sul finire del 1940, per tramite dell'ambasciatore tedesco in Turchia Franz von Papen.

### Il colpo di Stato dell'aprile 1941
Le pressioni dei britannici sull'emiro ʿAbd al-Ilāh perché si sbarazzasse di Rashīd ʿĀlī divennero sempre più forti; a metà gennaio del 1941, sfruttando il calo dei sentimenti anti-britannici presso l'opinione pubblica dopo i recenti successi in Africa settentrionale, il Reggente riuscì a costringere Rashīd ʿĀlī alle dimissioni, subito seguito dall'intero consiglio dei ministri. Il Reggente riuscì a piazzare uomini a lui favorevoli presso alcuni ministeri, ma dovette subire dal Quadrato d'oro l'imposizione come primo ministro di Ṭāhā al-Ḥāshimī, un ex-generale che godeva di buona popolarità per il suo passato patriottico. Nonostante il volontario abbandono del potere, Rashīd ʿĀlī continuò a tramare dietro le quinte, ricevendo dai governi di Berlino e Roma molte promesse di aiuti militari e finanziari in caso di scontro con il Regno Unito. Approfittando delle recenti vittorie tedesche in Africa e nei Balcani nel marzo - aprile del 1941, che diedero l'impressione di far nuovamente pendere l'esito del conflitto in favore dell'Asse, tra il 1º ed il 2 aprile 1941 Rashīd ʿĀlī condusse un colpo di Stato con il pieno appoggio delle forze armate e di una parte non indifferente dello schieramento politico iracheno; Ṭāhā al-Ḥāshimī venne destituito, mentre il Reggente riuscì a riparare fortunosamente nella base britannica di Habbaniya, da dove venne portato in aereo a Bassora ed imbarcato sulla cannoniera HMS Cockchafer. Rashīd ʿĀlī si pose alla guida di un "governo di difesa nazionale", procedendo subito all'arresto dei principali politici ed esponenti filo-britannici, anche se molti di questi trovarono rifugio ad Amman, in Transgiordania. Contando sull'aiuto dei paesi dell'Asse, Rashīd ʿĀlī ed i suoi sostenitori puntarono ad esercitare una pressione diplomatica e politica sul Regno Unito per convincerlo ad abbandonare la sua influenza sul paese senza dover ricorrere alle armi.

I generali Wavell (a destra) e Quinan (a sinistra) nel 1941

Il colpo di Stato colse di sorpresa gli ambienti diplomatici e politici britannici, impreparati a far fronte a una simile eventualità. Gli stessi ambienti militari si divisero sulla linea da tenere nei confronti dell'Iraq: il comandante in capo in Vicino Oriente, generale sir Archibald Wavell, si oppose a un'azione militare su larga scala, principalmente perché le forze britanniche erano già duramente impegnate in Libia, in Grecia ed in Africa Orientale, lasciando ben poche truppe disponibili per una simile operazione; secondo Wavell, l'unica linea da tenere era di esercitare una forte pressione diplomatica, magari sostenuta da alcune azioni di rappresaglia con le unità della RAF già presenti nella zona. Invece, il comandante in capo in India, tenente generale Claude Auchinleck, ed il Viceré dell'India lord Linlithgow, sostenevano apertamente un immediato intervento militare nella regione, per ristabilire a Baghdad un governo favorevole ed allontanare così qualsiasi minaccia alle colonie britanniche in Oriente; a questa linea d'azione aderì anche il comandante delle truppe britanniche in Iraq, il Vice Maresciallo dell'aria Harry George Smart. Dopo un'iniziale titubanza, Winston Churchill ed i capi di stato maggiore britannici si dissero favorevoli ad un intervento militare nella regione per mettere in sicurezza gli impianti petroliferi, e possibilmente abbattere il regime di Rashīd ʿĀlī; l'8 aprile, Churchill chiese l'invio di truppe britanniche dall'India per impadronirsi del porto di Bassora.

### La presa di Bassora
Un vecchio piano britannico stilato all'inizio della guerra, l'Operazione Sabine, prevedeva, in caso di minaccia all'Iraq ed alla regione del Golfo Persico, l'invio di tre divisioni a Bassora ed Abadan; il piano venne rispolverato e riadattato alle circostanze per divenire la linea guida dell'intervento britannico in Iraq. Il 10 aprile Auchinleck dispose per l'invio a Bassora della 20ª Brigata fanteria indiana (rinforzata con il 3º Reggimento artiglieria campale) al comando del generale Donald Powell, in quel momento dislocata a Karachi in vista di un trasferimento in Malaysia; venne inoltre deciso di inviare anche il resto della 10ª Divisione fanteria indiana (di cui la 20ª Brigata era parte), già in rotta per la Malesia. Il generale William Fraser, comandante della 10ª Divisione, venne nominato il 10 aprile comandante in capo delle truppe di terra britanniche in Iraq, denominate Force Sabine. Anche la Royal Navy decise di rinforzare la sua presenza nel Golfo Persico: alle unità già in zona (la cannoniera HMS Cockchafer, gli sloop HMS Falmouth, HMS Seabelle e HMAS Yarra, e il dragamine HMIS Lawrence) si aggiunsero la portaerei HMS Hermes e gli incrociatori leggeri HMS Emerald e HMNZS Leander.
Il governo di Rashīd ʿĀlī venne colto del tutto di sorpresa quando il 16 aprile l'ambasciatore britannico a Baghdad, sir Kinahan Cornwallis, comunicò formalmente (nel pieno rispetto degli obblighi previsti dal trattato) che truppe anglo-indiane erano in procinto di sbarcare a Bassora. Il giorno successivo, 364 uomini del 1º Battaglione King's Own Royal Regiment (KORR) sbarcarono nella base RAF Shaibah (Shayba) dopo un viaggio di quattro giorni per via aerea da Karachi, in quello che fu il primo ponte aereo strategico delle forze armate britanniche in tempo di guerra. Partite da Karachi il 12 aprile, le truppe di testa della 20ª Brigata sbarcarono a Bassora il 19 aprile; lo sbarco non incontrò opposizione da parte delle forze irachene, mentre l'unico atto di resistenza venne dai lavoratori civili del porto che scesero in sciopero, obbligando così i soldati indiani a scaricare da soli le navi da trasporto. La 20ª Brigata si assicurò rapidamente il controllo della zona portuale e del campo di aviazione civile, stabilendo un solido collegamento con la base di Shayba.
Il 29 aprile il resto delle truppe della 20ª Brigata sbarcò a Bassora; questo secondo sbarco fu un duro colpo per Rashīd ʿĀlī, che nei giorni precedenti aveva continuato a tempestare Berlino e Roma di richieste di aiuti militari e finanziari. Il governo iracheno vietò lo sbarco dei nuovi reparti fino a che quelli precedentemente sbarcati non avessero lasciato il paese, ma Fraser ricevette istruzioni da Londra di continuare con le operazioni. Nel tardo pomeriggio del 29 aprile, un gran numero di soldati iracheni lasciò Baghdad per dirigersi verso Fallūja e la base britannica di Habbaniyya. Reparti iracheni ricevettero l'ordine di tagliare gli argini dell'Eufrate e di allagare così le zone basse attorno a Fallūja, isolando la città dalla parte orientale del paese; analoghi allagamenti vennero predisposti nelle regioni meridionali, onde isolare Bassora dal resto del paese. Il 30 aprile, reparti della polizia irachena si disposero attorno all'ambasciata britannica a Baghdad, di fatto assediandola fino al termine delle ostilità.

### L'assedio di Habbaniyya

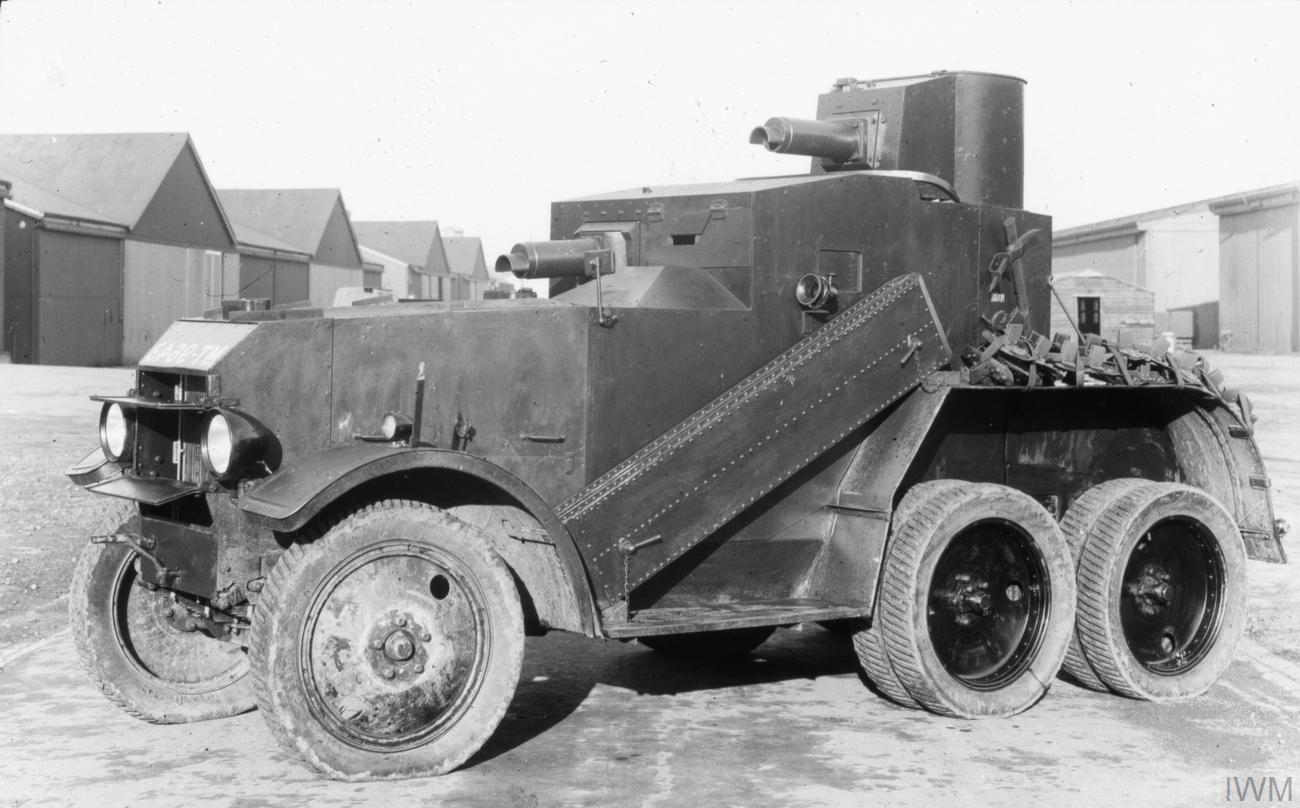
Un'autoblindo del tipo Crossley in dotazione agli iracheni

Nel maggio del 1941 l'esercito iracheno poteva schierare circa 60000 soldati, equipaggiati per lo più con armi ed equipaggiamenti britannici; gli iracheni mettevano in campo quattro divisioni di fanteria (ognuna con due o tre brigate di fanteria, e due o tre brigate di artiglieria) e una "Brigata Meccanizzata" (composta da una compagnia di carri leggeri CV33 italiani, una compagnia di autoblindo Crossley britanniche, due battaglioni di fanteria su autocarri, e una brigata di artiglieria motorizzata). La 4ª Divisione fanteria irachena era dislocata nel sud, tra Bassora e Nassiriya, mentre la 2ª Divisione era nel nord, tra Mosul e Kirkuk; entrambe queste unità giocarono un ruolo minore nell'imminente conflitto: il peso dei combattimenti ricadde sulla 1ª e 3ª Divisione fanteria e sulla Brigata Meccanizzata, dislocate a Baghdad. In aggiunta a queste forze, Fawzi al-Qawuqji organizzò un corpo di circa 500 arabi irregolari, per operare nella zona di confine tra Iraq e Transgiordania.

L'aviazione irachena poteva annoverare circa 116 apparecchi, anche se solo 50 o 60 erano pienamente operativi nel maggio del 1941; i velivoli erano prevalentemente britannici (caccia Gloster Gladiator, bombardieri leggeri Hawker Hart e Vickers Vildebeest, aerei da trasporto Dragon, addestratori Tiger Moth), ma vi era anche qualche apparecchio di fabbricazione italiana (cacciabombardieri Breda Ba.65 e bombardieri medi Savoia-Marchetti SM.79) e statunitense (cacciabombardieri Northrop A-17). La maggioranza degli apparecchi efficienti era dislocata a Mosul e nell'aeroporto Rashīd di Baghdad (la ex base RAF Hinaidi). La marina irachena disponeva solo di quattro cannoniere ed un dragamine, e non giocò praticamente alcun ruolo nel conflitto.

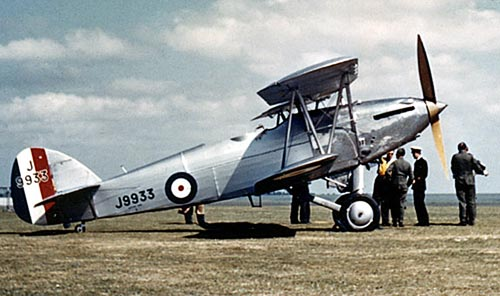
Un Hawker Hart britannico

Al confronto, le truppe a disposizione del Vice Maresciallo dell'aria Smart ad Ḥabbāniyya erano piuttosto esigue. La base, sede della Number 4 Service Flying Training School (Scuola d'addestramento al volo numero 4), ospitava 116 apparecchi di diverso tipo (altre fonti indicano 82 aerei, forse riferendosi solo ai velivoli realmente operativi), molti in pessime condizioni e tutti piuttosto datati: 48 Hawker Hart (24 in versione addestratore disarmato e 24 in versione bombardiere), 30 bombardieri leggeri Hawker Audax, 27 bombardieri bimotori Airspeed Oxford, 7 bombardieri biplani Fairey Gordon, un bombardiere Bristol Blenheim, ed appena 3 caccia Gloster Gladiator; il personale della RAF ammontava a circa 1000 uomini, ma di questi solo 39 erano piloti addestrati (tra cui un pugno di cadetti della Regia Aeronautica Ellenica). La protezione a terra era garantita da 1200 uomini della Iraq Levies (quattro compagnie assire, una curda e una mista) e dalla Number 1 Armoured Car Company RAF, una compagnia equipaggiata con 18 autoblindo Rolls-Royce del 1915; a parte pochi mortai leggeri, l'unica artiglieria disponibile erano due cannoni da 18 libbre risalenti alla prima guerra mondiale, fino ad allora usati come monumento ma rimessi rapidamente in condizione di sparare. Il perimetro della base, lungo 19 km, non era fortificato: oltre a una semplice recinzione metallica, le uniche strutture difensive erano una trentina di piccole casematte in muratura dotate di mitragliatrici; la protezione contraerea era garantita solo da un pugno di mitragliatrici Lewis in postazioni di sacchetti di sabbia. Nel maggio del 1941, la base ospitava anche circa 9000 civili tra lavoratori indiani, sudditi britannici evacuati da Baghdad, e familiari dei soldati.

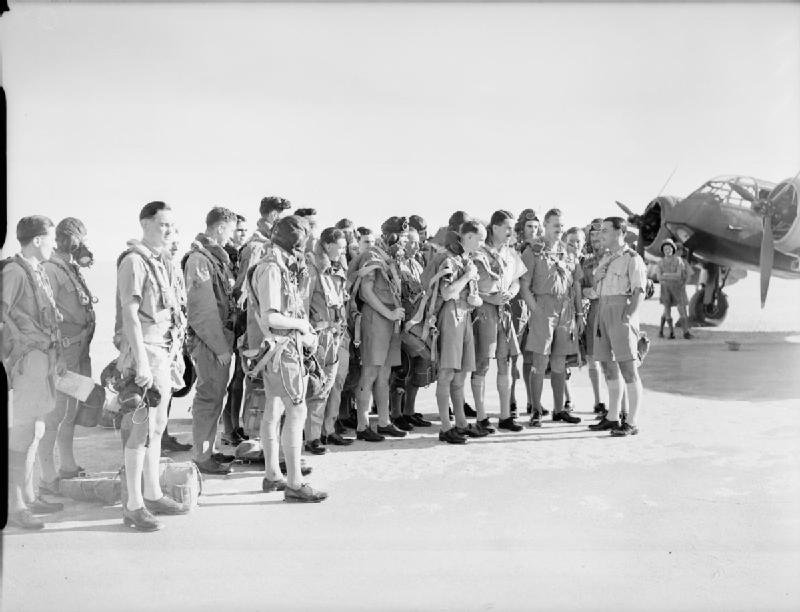
Piloti britannici in Iraq

Vista la sproporzione di forze, fin dal 6 aprile Smart aveva inviato al comando britannico del Medio Oriente pressanti richieste per ottenere rinforzi, ma questi gli vennero concessi solo con molto ritardo ed in quantità minima: il 19 aprile arrivarono ad Habbaniyya dall'Egitto 6 caccia Gloster Gladiator, mentre il 29 aprile arrivarono per via aerea da Shaibah i 364 soldati del 1°/KORR. La notizia dei movimenti di truppe irachene nella zona di Baghdad giunse a Habbaniyya nelle prime ore del 30 aprile; alle 4:20, un Audax inviato in ricognizione avvistò numerosi soldati iracheni che si stavano posizionando su un altopiano a sud della base, scavando trincee e sistemando diversi pezzi d'artiglieria. Alle 6:00 un ufficiale iracheno si presentò con un messaggio per Smart: le truppe irachene stavano conducendo un'esercitazione fuori dalla base, ed i britannici erano quindi invitati a rimanere nei loro acquartieramenti per evitare di essere colpiti accidentalmente; Smart rispose che ogni tentativo di interferire con i voli d'addestramento sarebbe stato interpretato come un atto di guerra. I britannici si prepararono a sostenere un assedio, scavando trincee e riposizionando gli aerei in posizioni più riparate; la situazione dei rifornimenti era critica, con razioni di viveri solo per 4 giorni per i civili e 12 giorni per i militari. Una nuova richiesta irachena di interrompere i voli di addestramento, avanzata alle 11:30, venne rigettata da Smart; progressivamente, il numero delle truppe irachene schierate sull'altopiano aumentò fino a 9000 uomini e 27 cannoni, mentre colonne di mezzi blindati vennero avvistate sulla strada per Fallūja. Smart decise di temporeggiare con gli iracheni mentre attendeva istruzioni dall'ambasciatore Cornwallis.
Il 1º maggio, mentre proseguivano le trattative, Smart propose di lanciare un attacco aereo a sorpresa contro le posizioni irachene sull'altopiano, onde far guadagnare ai britannici l'iniziativa prima che gli iracheni capissero di avere la piena padronanza della situazione; anche Cornwallis, convinto che le azioni irachene costituissero ormai un chiaro atto di guerra, si disse favorevole al raid. Da Bassora, Fraser rese noto che in caso di attacco non avrebbe potuto portare aiuto alla base, almeno fino a quando non fossero arrivate le restanti brigate della 10ª Divisione indiana; Auchinleck invece si disse favorevole ad un attacco immediato da parte di Smart. Verso mezzogiorno il Ministero degli Esteri diede istruzione a Cornwallis di muovere tutti i passi necessari per prendere in mano l'iniziativa, ed autorizzò Smart, in caso di interruzione dei contatti tra la base e l'ambasciata, ad agire di propria iniziativa; anche Churchill diede il beneplacito all'azione, invitando Smart a colpire duro con tutte le forze disponibili. Dietro richiesta dello stesso Smart, Cornwallis decise di presentare un ultimatum al governo iracheno: se entro le 5:00 del 2 maggio le truppe irachene non si fossero ritirate dalla zona di Habbaniyya, queste sarebbero state attaccate dalla RAF.

## La guerra

### Attacco a sorpresa
Alle 2:45 del 2 maggio, un inviato di Smart consegnò agli iracheni sull'altopiano l'ultimatum di Cornwallis; dagli iracheni non giunse risposta. Appena prima delle 5:00, 39 aerei britannici iniziarono a decollare dalla pista principale e dal campo di polo della base (trasformato in pista secondaria); una volta in volo si ricongiunsero con 8 bombardieri Vickers Wellington, arrivati il giorno prima dall'Egitto e di base a Shaibah. Alle 5:00 in punto gli aerei iniziarono l'attacco; obbiettivi principali erano le piazzole dei cannoni e i veicoli corazzati, anche se nel corso della mattina ogni bersaglio giudicato valido venne preso di mira. Inizialmente l'attacco britannico non era molto coordinato, ma colse completamente di sorpresa gli iracheni (molti dei soldati semplici ritenevano che effettivamente l'occupazione dell'altopiano costituisse una manovra di addestramento); dopo lo smarrimento iniziale, tuttavia, gli iracheni si ripresero ed aprirono un violento fuoco d'artiglieria sulla base, anche se così facendo si esposero ancora di più al bombardamento, in quanto le vampate dei pezzi erano molto visibili nell'incerta luce prima dell'alba. Gli aerei britannici, una volta sganciato il carico di bombe, atterravano immediatamente sul vicino campo d'aviazione e venivano riarmati il più in fretta possibile, per poi decollare per una nuova missione; tale ritmo forsennato serviva a mantenere una pressione costante sugli iracheni ed impedirgli così di lanciare un attacco via terra.

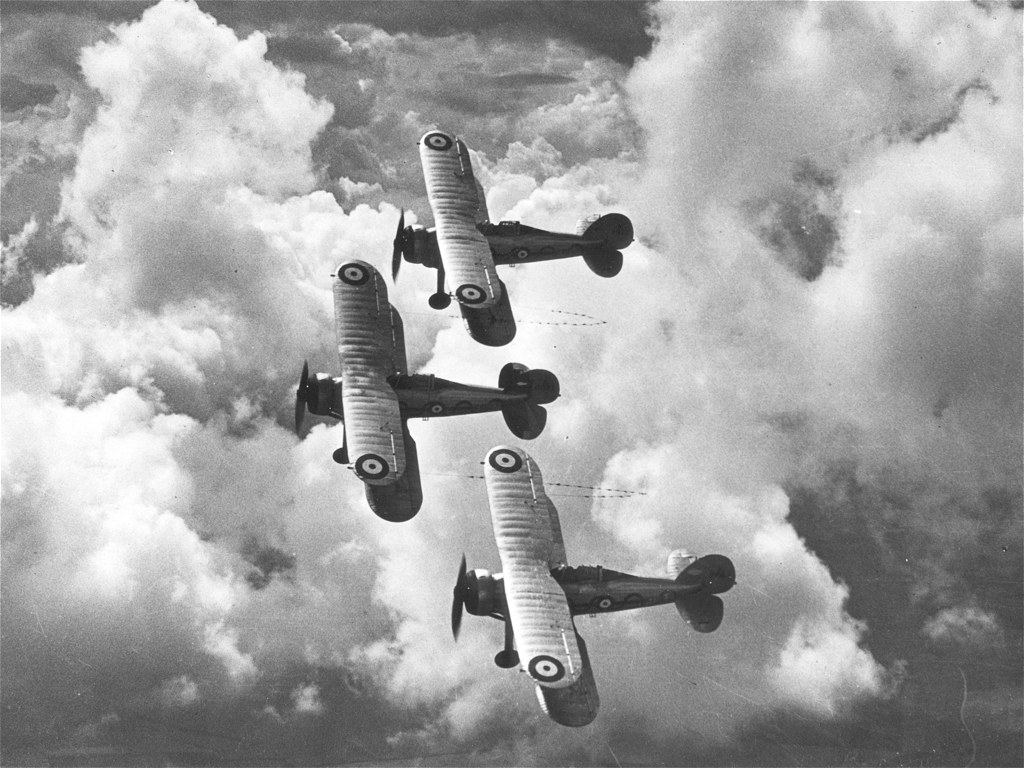
Caccia Gloster Gladiator britannici

Il fuoco dell'artiglieria irachena si dimostrò sorprendentemente impreciso: seppur completamente allo scoperto, nessuna delle casematte perimetrali venne messa fuori combattimento (una sola venne lievemente danneggiata), e con il fuoco delle loro mitragliatrici mantennero costantemente sotto tiro le posizioni irachene; diverse incursioni dell'aviazione irachena, duramente contrastate dai pochi Gladiator di base ad Habbaniyya, portarono alla distruzione di tre apparecchi britannici a terra, ma provocarono solo danni leggeri alle strutture della base. Nelle prime ore della giornata, un contingente iracheno con autoblindo e carri leggeri cercò di penetrare nella base da sud, ma venne respinto con dure perdite dalle reclute assire grazie alla disponibilità di alcuni fucili anticarro. Al tramonto gli attacchi aerei cessarono: dei 64 aerei britannici che avevano preso parte ai diversi attacchi, 22 erano stati abbattuti o danneggiati irreparabilmente (quasi tutti dal fuoco da terra), con 10 dei 39 piloti disponibili uccisi o feriti gravemente, che si aggiungevano ad altri 30 tra morti e feriti gravi tra il personale della base; nel corso di 14 ore di volo furono contate 193 missioni ufficiali (circa 6 per aereo), anche se molte altre missioni non vennero registrate. Durante la notte l'artiglieria irachena continuò a sparare sulla base, ma nessuna struttura vitale venne colpita; alcune decise incursioni delle autoblindo della RAF furono sufficienti per allontanare le pattuglie nemiche dalla terra di nessuno davanti alla base, e dal quel momento non si registrarono altri attacchi iracheni via terra.
L'attacco britannico ad Habbaniyya fu uno shock anche per Rashīd ʿĀlī e i membri del Quadrato d'oro: nessuno di loro si aspettava che i britannici fossero disposti a combattere nonostante tutto, invece di negoziare una resa pacifica. Le reazioni non si fecero attendere: gli impianti petroliferi della Iraq Petroleum Company vennero confiscati e messi sotto custodia militare, l'oleodotto tra Kirkuk e Haifa venne interrotto, e il Gran Mufti dichiarò un jihād contro il Regno Unito. Episodi minori si ebbero quello stesso 2 maggio anche intorno a Bassora: alcuni colpi di cannone dispersero una folla ostile che si stava dirigendo verso gli acquartieramenti britannici, mentre diversi contingenti di poliziotti iracheni vennero disarmati nella zona del porto e della stazione ferroviaria, in un'operazione che si protrasse fino al tramonto. Il grosso delle truppe irachene rimase asserragliato nel porto di Ashar a nord-ovest di Bassora; tre bombardieri Vildebeest, partiti da Shayba alle 16:00 per bombardare un ponte, vennero accolti da un nutrito fuoco da terra ed un aereo venne abbattuto. Come Fraser aveva già anticipato, le truppe indiane erano troppo esigue per fare di più che consolidare le posizioni già acquisite; tra il 3 ed il 6 maggio, la situazione a Bassora rimase invariata, con solo gli aerosiluranti Fairey Swordfish della Hermes intenti a condurre operazioni offensive nella zona dello Shatt al-'Arab.

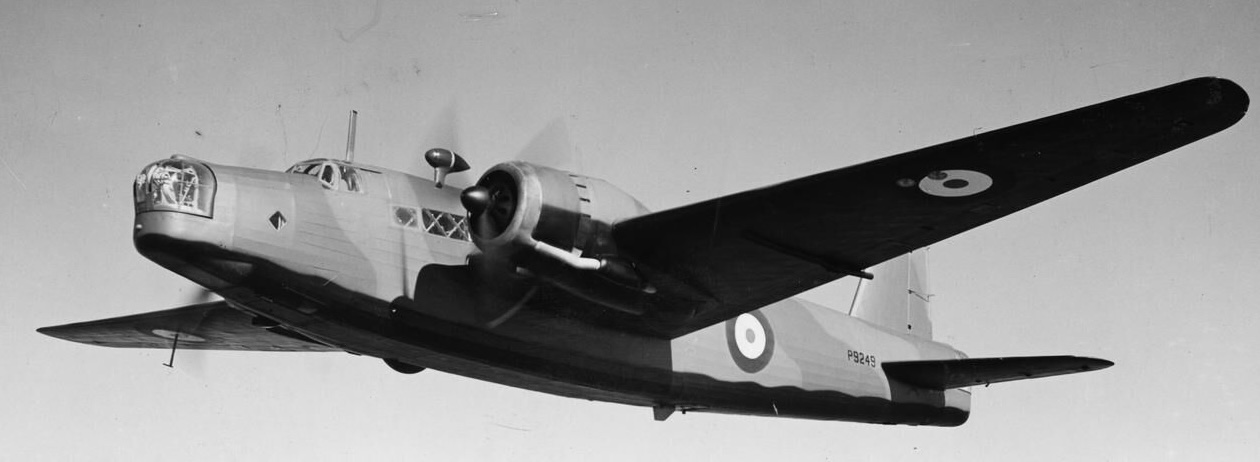
Un bombardiere britannico Vickers Wellington

All'alba del 3 maggio gli aerei britannici tornarono ad attaccare le posizioni irachene sull'altopiano a sud di Habbaniyya; quella stessa mattina arrivarono da Shaibah diversi Douglas DC-2 della 31ª Squadriglia da trasporto della RAF, per portare munizioni e rifornimenti e per evacuare i civili britannici bloccati nella base. Per proteggere i lenti trasporti dal fuoco da terra, i bombardieri britannici compirono incursioni particolarmente violente e continuate sulle postazioni irachene; diversi piloti riferirono che gli artiglieri iracheni non rimanevano ai loro pezzi durante le incursioni, o anche soltanto se gli aerei britannici erano visibili sopra di loro. Vista la ridotta opposizione irachena sull'altopiano, gli aerei britannici iniziarono ad estendere il raggio delle loro operazioni; nel pomeriggio, gli Oxford e gli Audax di Habbaniyya iniziarono a compiere incursioni contro il traffico sulla strada Baghdad-Fallujah-Ramadi, da cui provenivano i rifornimenti per le truppe irachene sull'altopiano, mentre tre Wellington di Shaibah attaccarono l'aeroporto Rashīd di Baghdad. Quella stessa notte vennero fatti dei tentativi per evitare la ripresa del consueto bombardamento dell'artiglieria irachena: un certo numero di equipaggi, benché sprovvisti della strumentazione adeguata, compì delle rischiose missioni di volo notturno sull'altopiano; un Oxford andò perduto in questo modo.

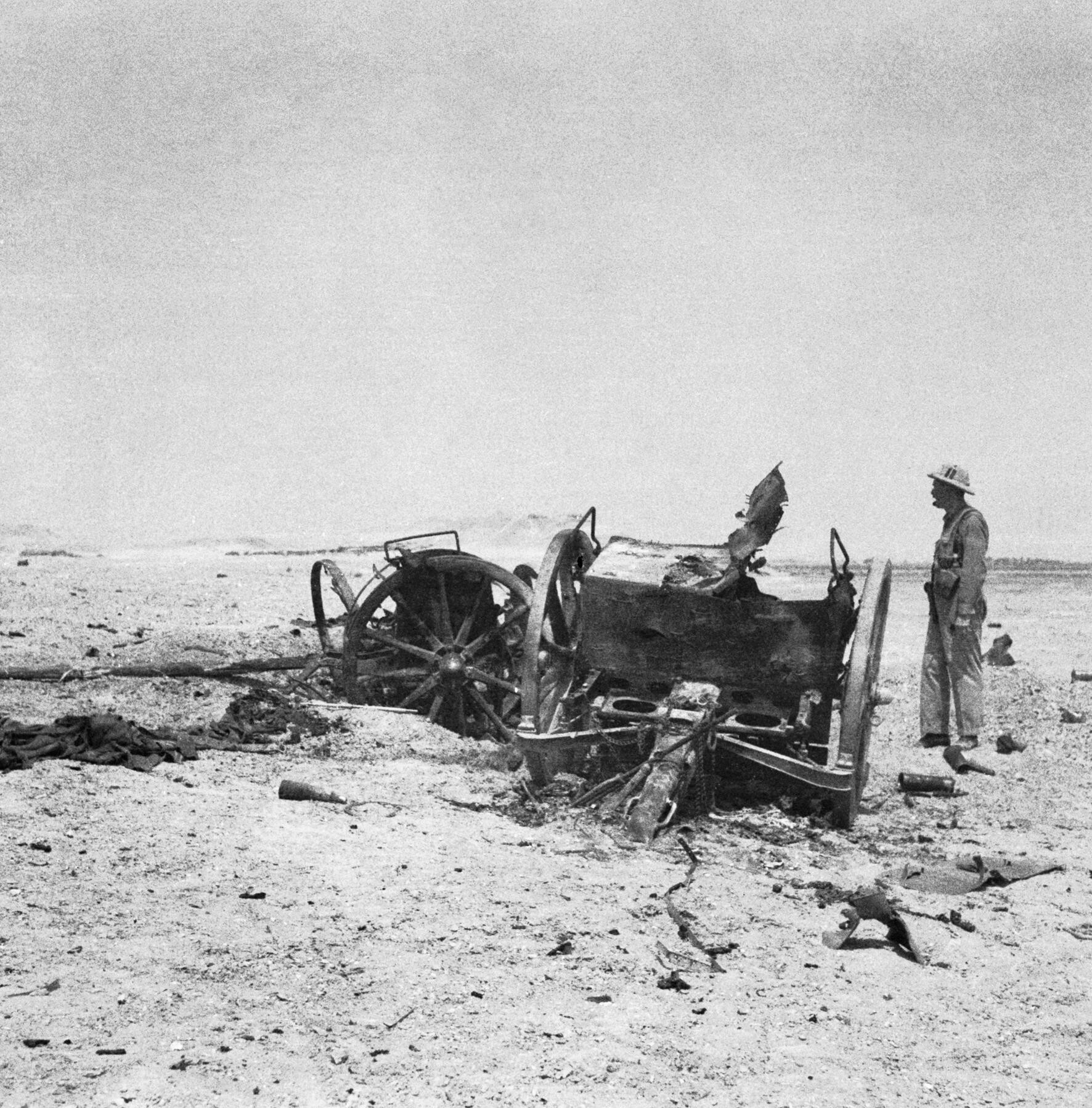
Artiglieria irachena distrutta nei pressi di Habbaniyya

Domenica 4 maggio arrivarono ad Habbaniyya dall'Egitto altri quattro bombardieri Bristol Blenheim. Questi aerei, coaudivati dai Wellington di Shaibah, vennero subito lanciati in una serie di incursioni contro l'aeroporto Rashid, il campo d'aviazione civile di Baghdad e l'aeroporto di Ba'quba, a nord della capitale; queste incursioni furono particolarmente devastanti per l'aviazione irachena, che ebbe 42 aerei distrutti al suolo e gravi danni agli hangar, ai magazzini ed alle difese contraeree. Nonostante le perdite di velivoli e le riparazioni improvvisate sugli apparecchi ancora efficienti, le incursioni da Habbaniyya proseguirono incessantemente anche lunedì 5 maggio; pattuglie del KORR vennero inviate a saggiare le postazioni nemiche, ma un tentativo di catturare il villaggio di Sin-el-Dhibban, 6 km a sud della base ed importante punto di attraversamento sull'Eufrate, venne respinto dagli iracheni. Martedì 6 maggio i ricognitori britannici avvistarono grosse colonne irachene in disordinata ritirata dall'altopiano: quattro giorni di incessanti incursioni aeree, uniti alla scarsità di viveri e acqua potabile per via degli attacchi ai trasporti, avevano provocato un crollo del morale delle truppe irachene. Pattuglie britanniche vennero inviate all'inseguimento degli iracheni: sull'altopiano vennero catturati 400 soldati nemici con 6 obici, un cannone da 18 libbre, un carro italiano, 10 autoblindo, ed un gran numero di mitragliatrici, armi leggere e munizioni. Due compagnie del KORR e le autoblindo della RAF vennero inviate nuovamente a catturare Sin-el-Dhibban, ma furono necessari tre attacchi per avere ragione dei circa 200 difensori iracheni. Una colonna di rinforzi iracheni, avvistata sulla strada per Fallujah intorno alle 16:00, venne pesantemente attaccata con tutti i velivoli disponibili e praticamente spazzata via; un'ultima incursione degli aerei iracheni si ebbe alle 17:00, con la perdita di quattro aerei britannici distrutti al suolo. Per il 7 maggio l'assedio era finito, con le ultime truppe irachene intente a lasciare precipitosamente la zona di Habbaniyya; l'aviazione irachena, in particolare, aveva subito perdite devastanti, e le successive incursioni aeree britanniche nei due giorni seguenti la cancellarono definitivamente come forza combattente.

Distintivo di identificazione della Royal Iraqi Air Force

Anche a Bassora la situazione era volta definitivamente a favore dei britannici. Il 6 maggio era arrivata la 21ª Brigata indiana, che all'alba del giorno successivo mosse alla conquista del porto di Ashar, ancora presidiato dagli iracheni; la resistenza fu più elevata del previsto, e le mitragliatrici ed i cecchini iracheni appostati sui tetti delle case provocarono diverse vittime tra i soldati gurkha della brigata. Solo la minaccia di impiegare l'artiglieria pesante contro la città convinse gli ultimi difensori iracheni ad arrendersi, e per l'8 maggio Ashar cadde definitivamente in mani britanniche. Quello stesso 8 maggio, la responsabilità delle forze britanniche in Iraq passò dal comando dell'India al comando del Medio Oriente, ed il generale Edward Quinan venne inviato a Bassora per assumere il comando della Force Sabine, ridenominata Iraqforce; Fraser, in netto calo di fiducia presso il suo comando, venne sostituito alla guida della 10ª Divisione dal generale William Slim.

### LaHabforcee laKingcol
Vista l'impossibilità di inviare rinforzi ad Habbaniyya per via terra da Bassora, fin dal 3 maggio Churchill aveva sollecitato Wavell perché allestisse una colonna con cui raggiungere la base dalla Palestina; nonostante la riluttanza ad impiegare le sue scarse forze su quello che riteneva un teatro secondario, Wavell fu costretto ad ubbidire. L'unica unità britannica di una qualche consistenza dislocata in Palestina era la 1ª Divisione di cavalleria del maggior generale George Clark, fino ad allora impiegata come forza di sicurezza ed in via di trasformazione in un'unità motorizzata; la colonna di soccorso, denominata Habforce, venne costituita a partire dalla 4ª Brigata cavalleria (reggimenti Household Cavalry, Royal Wiltshire Yeomanry e Warwickshire Yeomanry), rinforzata con un battaglione di fanteria (1º Battaglione Essex Regiment), una compagnia di autoblindo della RAF (la Number 2 Armoured Car Company RAF) con 8 autoblindo Fordson (versione migliorata delle Rolls-Royce), uno squadrone meccanizzato delle Guardie di Frontiera transgiordane (Transjordan Frontier Force o TJFF), una batteria di artiglieria campale, una sezione di artiglieria controcarro e una di artiglieria antiaerea; in tutto, contando anche i reparti di supporto, la Habforce poteva disporre di circa 6000 uomini. Come "ufficiale politico" venne aggregato alla colonna il generale John Bagot Glubb (meglio noto con il soprannome di Glubb Pascià), comandante della Legione araba e profondo conoscitore della regione; come scorta personale, Glubb prese con sé 350 dei suoi legionari, dotati di autocarri civili Ford ed autoblindo prodotte localmente.

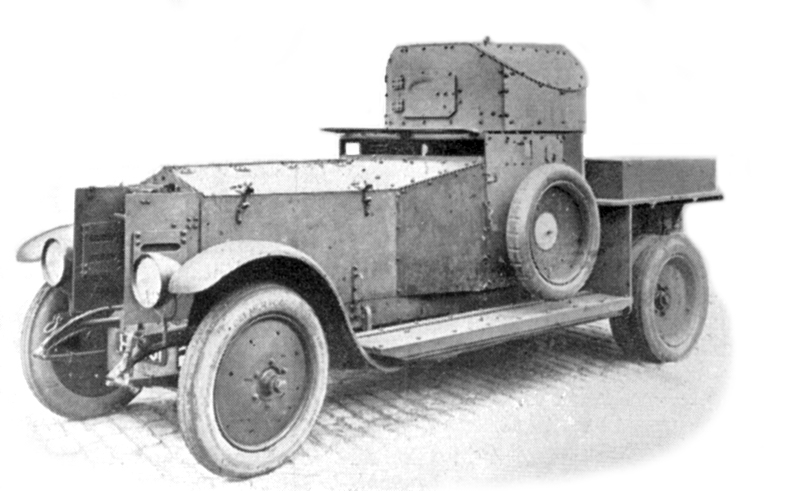
Un'autoblindo Rolls Royce del tipo in dotazione ai britannici

Il concentramento dei reparti richiese tempo, visto che molte unità non si trovavano nemmeno in Palestina (ad esempio, il Royal Wiltshire Yeomanry era di guarnigione a Sidi Barrani, mentre la batteria di artiglieria era a Suez in attesa di essere riarmata con i nuovi cannoni da 25 libbre); solo per il 9 maggio il grosso della forza venne concentrato nella cittadina palestinese di Beit Lid, ad est di Tulkarm. Gli uomini passarono due giorni ad addestrarsi per la traversata del deserto e a mettere a punto i veicoli; c'erano autocarri sufficienti per trasportare i reparti ma non per trasportate i rifornimenti, e così numerosi mezzi vennero requisiti in Palestina, molti insieme ai loro autisti civili (non c'era tempo per addestrare altro personale militare). I legionari arabi di Glubb e una compagnia del reggimento Essex erano stati precedentemente dislocati presso la stazione di pompaggio H4, 50 km dal confine iracheno, dove era stata allestita una base aerea di fortuna; la Legione ricevette quindi l'ordine di catturare la cittadina ed il forte di Rutbah, 100 km oltre il confine, da dove gli irregolari arabi di Fawzi al-Qawuqji avevano condotto incursioni contro l'oleodotto. Il 9 maggio i legionari si presentarono davanti al forte, ma un bombardamento preliminare condotto dai Blennheim di base ad H4 non sortì alcun effetto (ed un aereo venne abbattuto dalle fucilate della guarnigione); privi di armi pesanti con cui fare breccia nelle mura, gli uomini di Glubb furono costretti a ritirarsi. La notte del 10 maggio, tuttavia, i legionari si accorsero che il forte era stato sgombrato, e la via per Habbaniyya spalancata davanti a loro.
La Habforce lasciò finalmente la Palestina l'11 maggio. Una colonna volante agli ordini del generale di brigata James Joseph Kingstone (e quindi denominata Kingcol), composta dalla Household Cavalry, da due compagnie di fanteria, dalla batteria d'artiglieria e dalle autoblindo della RAF, venne mandata in avanti come avanguardia della lenta colonna britannica, lunga 10 km; portandosi dietro rifornimenti ridotti, la Kigcol si mosse rapidamente verso la frontiera irachena, ricongiungendosi con gli uomini di Glubb a Rutbah la mattina del 14 maggio, in considerevole vantaggio sul resto della colonna britannica. La Kingcol ricevette quindi l'ordine di proseguire per Habbaniyya, distante 350 km di deserto, seguendo la via principale per Baghdad. Il 16 maggio, senza aver incontrato opposizione alcuna, la Kingcol raggiunse Kilo 25, un punto della strada per Baghdad 25 km a sud di Ramādī; per aggirare le forze irachene trincerate a Ramadi, la Kingcol abbandonò la strada principale per inoltrarsi lungo vie secondarie, ma gli autisti inesperti si persero e finirono impantanati nella sabbia molle del deserto. Grazie all'aiuto della Legione Araba, la colonna fu in grado di rientrare sulla via principale il 17 maggio; qui venne brevemente attaccata da un pugno di aerei del sopraggiunto contingente tedesco, che tuttavia fecero pochi danni. Il 18 maggio, la Kingcol entrò in contatto con gli avamposti del KORR a sud di Habbaniyya, e nel corso della giornata fece il suo ingresso nella base, al termine di una marcia lunga quasi 1000 km in pieno deserto.

### L'intervento dell'Asse

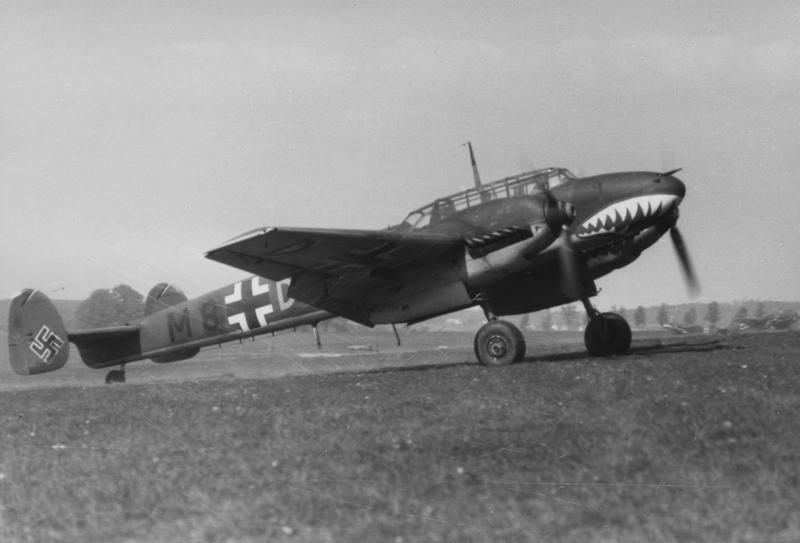
Un caccia multiruolo tedesco Messerschmitt Bf 110

A fronte delle promesse fatte a Rashid Ali nei mesi precedenti, i rinforzi dell'Asse agli iracheni furono piuttosto esigui. Il 3 maggio Hitler autorizzò l'invio a Baghdad dell'ex ambasciatore Fritz Grobba, perché fungesse da canale diretto con gli iracheni; il 6 maggio venne infine decisa la creazione di una piccola forza aerea, denominata Fliegerführer Irak (Comando Aereo Iraq), sotto il comando tattico del colonnello Werner Junck (da cui il nome Sonderkommando Junck con cui a volte si indica l'unità). Fritz Grobba arrivò a Baghdad l'11 maggio accompagnato da un piccolo contingente di Brandenburger, mentre i primi aerei del contingente di Junck arrivarono in Iraq il 13 maggio, dopo aver fatto scalo ad Aleppo nel Mandato francese della Siria; per il 15 maggio Junck poteva contare su una batteria antiaerea dotata di cannoni da 20 mm, 12 caccia Messerschmitt Bf 110, cinque bombardieri Heinkel He 111 (altri due erano andati perduti in Siria durante il trasferimento), tre aerei da trasporto Junkers Ju 52 ed un Junkers Ju 90 per il supporto logistico, tutti di base a Mosul e tutti dotati di insegne dell'aviazione irachena.
I velivoli tedeschi entrarono in azione già il 16 maggio, quando sei caccia e tre bombardieri attaccarono la base di Habbaniyya, causando numerose perdite e l'abbattimento di due aerei britannici contro la perdita di un He 111, mentre il 17 maggio tre Me 110 mitragliarono a bassa quota la Kingcol, provocando però solo danni leggeri; quello stesso 17 maggio tuttavia, la RAF lanciò una massiccia incursione su Mosul, distruggendo due aerei tedeschi e danneggiandone altri quattro, mentre due Gladiator britannici abbatterono altrettanti Me 110 sorpresi in procinto di decollare dall'aeroporto di Baghdad. Privo di rinforzi (la Luftwaffe stava radunando le forze per l'imminente invasione dell'Unione Sovietica) e di pezzi di ricambio, il contingente tedesco andò incontro ad un progressivo logoramento; il 28 maggio, gli ultimi due He 111 sopravvissuti vennero ritirati in Siria insieme alle restanti forze tedesche.
Anche l'Italia, su pressioni anche del suo Ambasciatore a Baghdad, Gabrielli, prese la decisione di inviare un contingente aereo in Iraq; la Squadriglia Speciale Iraq del capitano Francesco Sforza poteva disporre di 11 caccia C.R 42 Falco in versione Egeo (con serbatoi addizionali e corazzatura rinforzata), di due trasporti Savoia-Marchetti S.M.81 (uno attrezzato come centro-radio) e di un Savoia-Marchetti S.M.79 per il supporto logistico. L'approntamento dell'unità procedette molto lentamente, e solo il 28 maggio la squadriglia divenne operativa dall'aeroporto di Mosul, decisamente troppo in ritardo per avere una qualche influenza sul conflitto; di fatto, l'unico combattimento contro i caccia britannici si ebbe solo il 29 maggio, quando i C.R. 42 italiani abbatterono due Gladiator britannici nei pressi di Habbaniyya, perdendo nell'azione un Falco. Il 2 giugno, con Mosul ormai prossima ad essere occupata dai britannici, i velivoli superstiti (7 C.R. 42, un S.M. 81 e l'S.M. 79) vennero evacuati ad Aleppo e poi a Rodi, dove vennero assorbiti dalle locali unità della Regia Aeronautica.

### La presa di Fallūja
L'arrivo della Kingcol ad Habbaniyya, unitamente al sopraggiungere di nuovi rinforzi per via aerea da Bassora (il 2º Battaglione del 4º Reggimento Gurkha), sebbene ininfluente ai fini della liberazione della base quantomeno aveva raddoppiato le forze britanniche disponibili nella regione, riunite ora nella Brigata Habbaniyya sotto il comando del colonnello Ouvry Roberts della 10ª Divisione (Smart era rimasto ferito il 5 maggio in un incidente d'auto, e venne rimpatriato poco dopo); l'iniziativa era ora in mani britanniche, e Roberts intendeva sfruttarla immediatamente. Come obbiettivo venne scelto Fallūja, che con il suo ponte di metallo sull'Eufrate collegava Habbaniyya a Baghdad, a soli 45 km verso est; l'avvicinamento alla città era però ostacolato dagli allagamenti delle terre basse effettuati dagli iracheni. Durante la notte tra il 18 ed il 19 maggio, una colonna costituita dai gurkha, da una compagnia assira, dalle autoblindo della RAF e da alcuni obici catturati agli iracheni, attraversò l'Eufrate a Sinn al-Dhibban su un improvvisato traghetto a cavo, dirigendosi su Fallujah da nord-ovest; fu necessaria tutta la notte per attraversare su mezzi improvvisati le zone allagate, ma alle prime luci dell'alba le truppe britanniche presero posizione a poca distanza dal ponte, il loro obbiettivo principale. Alle 5:00, gli aerei della RAF lanciarono un pesante attacco della durata di un'ora sulle posizioni irachene dentro e attorno a Fallūja; coperti dal bombardamento, quattro aerei da trasporto scaricarono una compagnia del KORR sulla strada Fallujah-Baghdad, atterrando in pieno deserto. Cessato il bombardamento, sulla città vennero lanciati migliaia di volantini con cui si invitavano gli iracheni ad arrendersi; nelle intenzioni di Roberts, la pressione degli attacchi aerei, unita alla consapevolezza di essere circondati, avrebbe dovuto abbattere il già fragile morale iracheno. Dopo aver atteso tutta la mattinata, alle 14:45 si scatenò su Fallujah un nuovo bombardamento aereo, breve ma intenso, subito seguito dal fuoco degli obici britannici; appoggiate dalle autoblindo, le reclute assire del capitano Graham si lanciarono alla carica contro il ponte, incontrando solo una resistenza sporadica e catturandolo intatto. Le forze irachene si erano dissolte, con molti militari che si disfecero delle uniformi per mischiarsi alla popolazione civile. Roberts fece quindi ritorno a Bassora, sostituito alla guida della Brigata Habbaniyya dal generale Clark, arrivato nella base per via aerea il 18 maggio.

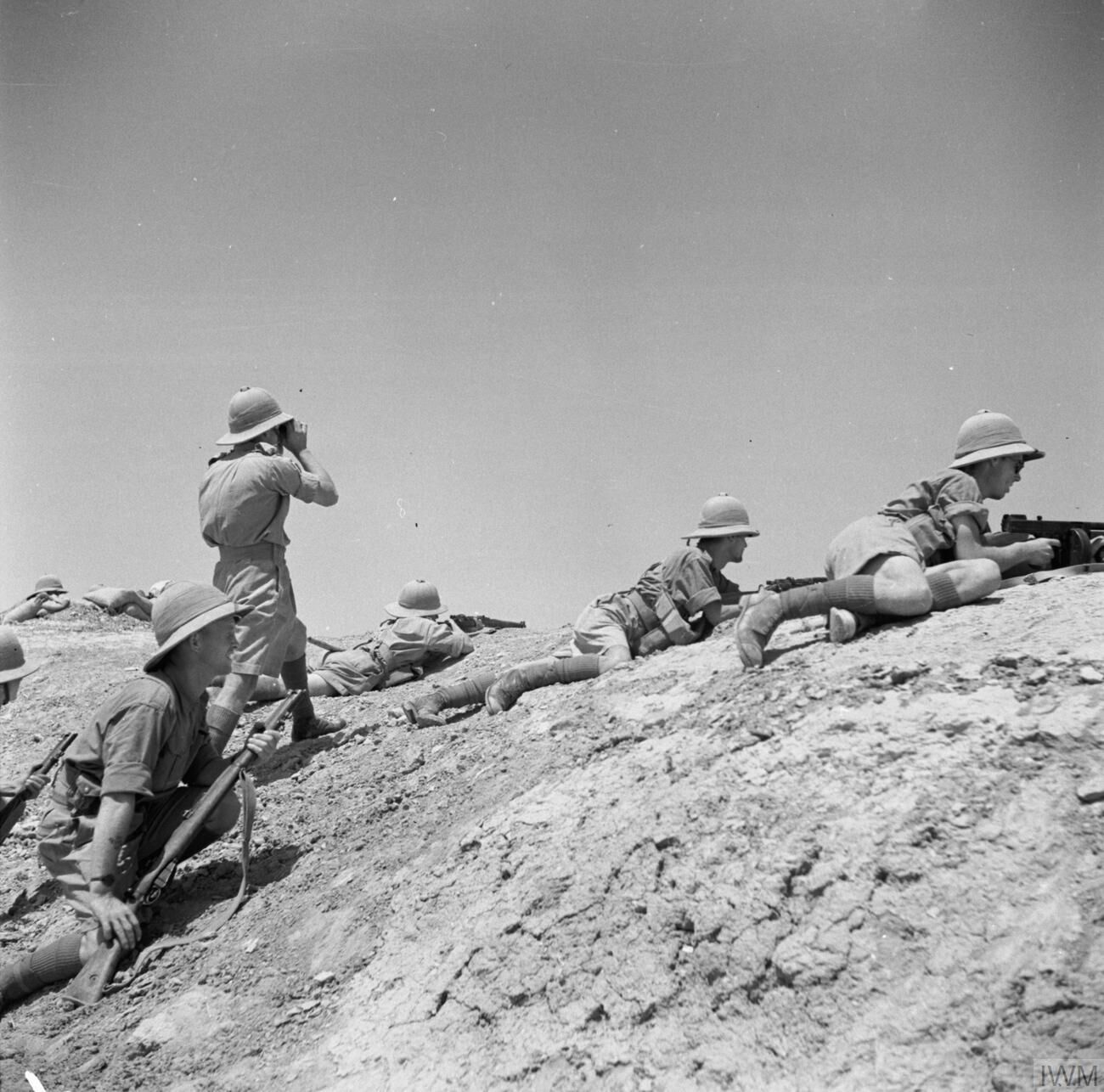
Truppe britanniche in azione vicino a Ramadi

I successivi due giorni furono spesi dai britannici per mettere in sicurezza la zona di Fallūja e per rastrellare i disertori iracheni; nella città stessa venne lasciata una guarnigione ridotta, composta dalle compagnie A e C del KORR e da un plotone di reclute assire. Nelle prime ore del 22 maggio, la 6ª Brigata irachena, appoggiata da un certo numero di carri leggeri, lanciò un violento e del tutto inaspettato attacco contro la città; l'attacco iniziò alle 3:00, quando gli iracheni irruppero nelle trincee della compagnia C nella periferia nord-orientale, costringendo i britannici a ripiegare tra gli edifici del centro. Un contrattacco condotto da un plotone britannico riuscì a ricacciare indietro gli iracheni, ma questi rinnovarono l'azione attaccando con fanteria e carri le posizioni della compagnia A nell'angolo sud-orientale della città; in più di nove ore di combattimento, gli iracheni non riuscirono a fare progressi contro la disperata resistenza britannica. Alle 10:00 sopraggiunse da Habbaniyya il generale Kingstone con i rinforzi, due compagnie del reggimento Essex ed uno squadrone della Household Cavalry, dopo un difficile attraversamento delle zone allagate a bordo di zattere improvvisate; le truppe britanniche vennero lanciate subito al contrattacco, sgombrando il versante orientale della città ma incontrando una dura resistenza nei sobborghi settentrionali, dove diversi iracheni si erano infiltrati. Solo alle 18:00 gli ultimi cecchini iracheni vennero eliminati, e le restanti truppe fuggirono disordinatamente verso Baghdad; i britannici avevano perso 50 uomini, catturando un centinaio di iracheni e sei carri leggeri.

### L'avanzata su Baghdad
Messa in sicurezza la zona di Fallujah, Clark iniziò a progettare l'avanzata verso Baghdad. Nonostante l'arrivo del resto della Habforce, che il 25 maggio aveva fatto finalmente ingresso ad Habbaniyya, la situazione britannica appariva ancora precaria, con forti contingenti iracheni ancora in armi nel nord; per l'avanzata sulla capitale poterono essere raccolti solo 1450 uomini, quando i britannici stimavano che le forze irachene nella zona ammontassero ad almeno 20000 uomini, molti dei quali non ancora coinvolti nei combattimenti. Tuttavia, Clark desiderava mantenere il grande vantaggio acquisito, e stimava che un'azione decisa potesse ancora avere effetti devastanti sul fragile morale iracheno; inoltre, si iniziavano a vedere i primi segni di cedimento nel sostegno al governo iracheno da parte della popolazione civile. Clark divise le sue forze in due colonne: una, al comando di Kingstone e composta da uno squadrone della Household Cavalry, due compagnie del Reggimento Essex, una batteria di cannoni da 25 libbre e tre autoblindo della RAF, sarebbe avanzata sulla capitale direttamente lungo la strada Fallūja-Baghdad; l'altra, al comando del colonnello Andrew Ferguson e composta da due squadroni della Household Cavalry, tre autoblindo della RAF, una batteria di cannoni da 25 libbre e 250 legionari arabi di Glubb, sarebbe avanzata da Fallūja verso nord fino al villaggio di Meshahida, da dove avrebbe piegato verso sud per entrare nella capitale seguendo la strada Mosul-Baghdad.

Un'autoblindo britannica fuori Baghdad

La colonna di Ferguson lasciò Fallujah nella notte tra il 26 ed il 27 maggio, seguita dalle forze di Kingstone alle 4:45 del 28 maggio. Per appoggiare questa manovra e per distrarre quante più truppe irachene possibili, quello stesso 27 maggio le forze della 10ª Divisione uscirono da Bassora, con la 20ª Brigata inviata a risalire il Tigri via terra e via fiume (Operazione Regulta), e la 21ª Brigata intenta a risalire via fiume l'Eufrate verso al-Kut e Ur (Operazione Regatta). Guidata dai legionari arabi di Glubb, la colonna di Ferguson attraversò senza incontrare opposizione il deserto, raggiungendo la strada Mosul-Baghdad la sera del 27 maggio; qui si accampò per la notte, perdendo l'occasione di entrare a Baghdad incontrastata, visto che gli iracheni non si aspettavano un attacco da nord. La mattina successiva, la colonna incontrò una forte resistenza nei pressi di al-Kāẓimayn, e riuscì a fare solo pochi progressi prima di venire arrestata.

Rallentata da sacche di resistenza e dalle esondazioni, la colonna di Kingstone raggiunse la sera del 28 il canale di Abu Ghraib, 17 km da Baghdad, il cui ponte era stato fatto saltare dagli iracheni; le due compagnie del reggimento Essex tentarono di attraversare il canale la mattina del 29 maggio, ma le truppe irachene erano ben trincerate sulla sponda opposta con numerose postazioni di mitragliatrici. Fu necessario un massiccio intervento dell'artiglieria e dei bombardieri della RAF per permettere ai britannici di mettere piede sulla sponda opposta verso le 10:00; i genieri allestirono una passerella provvisoria ed il grosso della colonna Kingstone poté attraversare il canale per mezzogiorno, anche se gli automezzi poterono passare solo la mattina del 30, quando il ponte venne riparato.
Nonostante i progressi limitati, le due colonne di Clark erano riuscite a trasmettere agli iracheni una sensazione di superiorità ben maggiore di quella reale; l'avanzata britannica sulla capitale gettò nel panico la città, e contribuì a spazzare via la residua fiducia nel governo. Nella notte del 29 maggio, Rashīd ʿĀlī, i membri del "Quadrato d'oro", il Gran Mufti e altri 40 alti esponenti iracheni fuggirono da Baghdad diretti in Iran, mentre Fritz Grobba e la missione militare tedesca partirono alla volta di Mosul la mattina del 30. Con la colonna di Kingstone a soli 5 km dalla città, il sindaco di Baghdad si incontrò con l'ambasciatore Cornwallis per negoziare la resa della capitale; la mattina del 31 maggio, la resa delle truppe irachene venne accettata dai britannici.

## Conseguenze
Visto che il governo britannico considerava la guerra come un conflitto contro il regime di Rashīd ʿĀlī e non come un atto bellico contro il popolo dell'Iraq, fu concesso all'esercito iracheno di ritornare sulle posizioni occupate in tempo di pace, e tutti i prigionieri e gli equipaggiamenti militari catturati vennero restituiti; la polizia irachena, considerata troppo solidale con i manifestanti anti-britannici, venne invece sciolta e disarmata. Il Reggente fece ritorno a Baghdad il 1º giugno, ma il vuoto di potere favorì l'esplosione di tumulti e saccheggi, anche perché i britannici, per mascherare la debolezza delle loro forze, scelsero di non entrare subito nella capitale. I disordini culminarono in un pogrom (chiamato Farhud) contro la comunità ebraica di Baghdad, il cui quartiere venne assalito e saccheggiato per due giorni; circa 180 ebrei persero la vita, fino a che reparti militari britannici ed iracheni non repressero con la forza i tumulti. Il 2 giugno, Jamīl al-Midfāʿī divenne il nuovo primo ministro dell'Iraq, sostituito poi nell'ottobre del 1941 con il più filo-britannico Nūrī al-Saʿīd.
Nei giorni successivi alla caduta di Baghdad, le truppe britanniche furono inviate in lungo ed in largo per il paese per reprimere le ultime sacche di resistenza e per dare l'impressione di essere più numerose di quanto in realtà non fossero. Mosul e Kirkuk vennero occupate il 3 ed il 4 giugno da un contingente aviotrasportato di truppe gurkha e del KORR; il 6 giugno, una colonna della Household Cavalry disperse i ribelli di Fawzi el-Qawuqji in un breve combattimento presso Abu Kemal, anche se il capo arabo riuscì a rifugiarsi in Siria. Muovendo da Bassora, le truppe della 10ª Divisione di Slim si assicurarono il controllo della zona centro-meridionale del paese, raggiungendo Baghdad il 15 giugno; ulteriori truppe britanniche giunsero a Bassora nella seconda metà di giugno, aggiungendosi all'ultima delle brigate della 10ª Divisione (la 25ª Brigata fanteria) sbarcata il 30 maggio. Per il 18 giugno, l'occupazione dell'Iraq poteva dirsi completa.
Al prezzo di perdite esigue ed impiegando un contingente molto ridotto (equivalente a circa due divisioni), i britannici si erano assicurati il controllo dell'Iraq e delle sue preziose risorse petrolifere; il regime filo-Asse di Rashid Ali venne abbattuto, e la possibile minaccia tedesca alla Turchia e al canale di Suez da est allontanata definitivamente. Il controllo dell'Iraq consentì ai britannici di disporre di una solida base di partenza per le successive operazioni volte ad eliminare la residua influenza dell'Asse nella regione, come la campagna di Siria del giugno - luglio 1941, e l'invasione anglo-sovietica dell'Iran dell'agosto-settembre 1941. Truppe d'occupazione britanniche rimasero in Iraq fino all'ottobre del 1947.